# أيام الشمس المشرقة
أيام الشمس المشرقة هي رواية للروائية المصرية ميرال الطحاوي صدرت سنة 2022 عن دار العين للنشر، في 280 صفحة. وصلت إلى القائمة القصيرة في جائزة البوكر العالمية للرواية العربية، في دورتها لعام 2023. تتناول الرواية قصص عدد من المهاجرين إلى الولايات المتحدة الأمريكية، معظمهم وصلوا بشكل غير شرعي، وهم يسعون إلى تحقيق الأمل في حياة جديدة بعيدًا عن الفقر والحروب.

## نبذة
تستعرض الرواية مآسي هؤلاء المهاجرين وأوجه معاناتهم في الغرب، مشيرة إلى الفجائع التي تلاحقهم، مثل القتل والحوادث المأساوية، وتُظهر كيف أن الهجرة لا توفر دائمًا الفرص التي يتوقعها المرء. كما تسلط الضوء على التحديات التي يواجهها هؤلاء المهاجرون في محاولاتهم للاندماج في المجتمعات الجديدة. كل شخصية تمثل تجربة مختلفة من معاناة الإنسان في عالم مضطرب.

## الشخصيات
- نغم الخبّاز: بطلة الرواية، وهي فتاة فقدت وجهها بسبب حادث تعرضت له في بلدها، مما جعلها عبئًا على عائلتها. تنتهي بها الرحلة إلى الهجرة إلى أمريكا بعد أن فقدت فرصتها في الزواج وأصبحت محطمة نفسيًا.
- سوزانا: أم لابنة تدعى يولاندا، التي لقيت حتفها على يد صديقها الذي انتحر بعدها. تجسد سوزانا نموذجًا للنساء المهاجرات اللواتي يعانين من الفقد والألم.
- أوسكار: أحد الشخصيات التي تعرضت للموت بسبب رصاصة طائشة لم يُحدد مصدرها، ما يمثل أحد الأمثلة على الخطر الذي يواجهه المهاجرون.
- ميمي دونج: إحدى الشخصيات التي غرقت في البحر أثناء هجرتها، ولقيت مصرعها في ظروف مأساوية دون أن يهتم بها أحد.
- سليم النجار ونجوى: يمثلان حالة من الهجرة بسبب الفشل الأكاديمي والصعوبات الشخصية في أوطانهم. نجوى، التي فشلت في التكيف مع جامعة في الغرب، وسليم الذي يواجه تحديات من نوع آخر.
- يوسف الأزهري: نموذج لشخصية خريجة من الجامعات العربية، لكنه فشل في التأقلم مع الجامعات الغربية ولم يحقق النجاح المرجو.
- أبو عبد القادر: إمام يتاجر بالدين ويمارس أنشطة غير تقليدية مثل صناعة "صور سعيدة" للمهاجرين لإرسالها إلى عائلاتهم.
- أحمد الوكيل: خادم أبو عبد القادر الأمين الذي يتعامل مع الموتى ويهتم بمراسم الدفن.

## الأسلوب
اعتمدت الرواية على أسلوب سردي ولغة وصفية، تروي تفاصيل الحياة في مناطق الهجرة. تدمج الكاتبة بين الوصف المكثف للأماكن والأحداث وبين تعبيرات إنسانية دقيقة كما استخدمت الجدارية كأسلوب للوصف، حيث لا تعتمد على بنية سردية تقليدية بل تخلق صورة بانورامية للبلدة التي أصبحت مليئة بالأحلام المهدورة للشخصيات التي تشمل المهمشين من جميع الأشكال والخلفيات العرقية، مثل اللصوص والعُمال الهاربين والمتسكعين.